# Kombinacja norweska na Zimowym Olimpijskim Festiwalu Młodzieży Europy 2015
Zawody w kombinacji norweskiej na Zimowym Olimpijskim Festiwalu Młodzieży Europy 2015 odbyły się w dniach 26–30 stycznia 2015 roku w austriackiej miejscowości Tschagguns. Podczas mistrzostw zostały rozegrane dwie konkurencje indywidualne i jedna drużynowa.

## Wyniki

### Gundersen NH HS108/10 km
| Medal | Zawodnik           | Wynik   | Strata  |
| ----- | ------------------ | ------- | ------- |
|       | Willi Hengelhaupt  | 27:17,4 | –       |
|       | Severi Taipale     | 27:30,4 | +13,0   |
|       | Samuel Mraz        | 27:34,5 | +17,1   |
| 4.    | Constantin Schnurr | 27:45,0 | +27,6   |
| 5.    | Aaron Kostner      | 27:55,1 | +37,7   |
| 6.    | Benedikt Schwaiger | 28:01,4 | +44,0   |
| 7.    | Daniel Rieder      | 28:06,9 | +49,5   |
| 8.    | Tim Kopp           | 28:13,6 | +56,2   |
| 9.    | Lars Ivar Skårset  | 28:14,5 | +57,1   |
| 10.   | Vid Vrhovnik       | 28:24,5 | +1:07,1 |

### Gundersen NH HS108/5 km
| Medal | Zawodnik           | Wynik   | Strata  |
| ----- | ------------------ | ------- | ------- |
|       | Willi Hengelhaupt  | 13:40,9 | –       |
|       | Samuel Mraz        | 14:17,3 | +36,4   |
|       | Théo Rochat        | 14:25,4 | +44,5   |
| 4.    | Aaron Kostner      | 14:25,9 | +45,0   |
| 5.    | Daniel Rieder      | 14:39,5 | +58,6   |
| 6.    | Constantin Schnurr | 14:49,6 | +1:08,7 |
| 7.    | Benedikt Schwaiger | 14:49,8 | +1:08,9 |
| 8.    | Ondřej Pažout      | 14:50,7 | +1:09,8 |
| 9.    | Vid Vrhovnik       | 14:51,4 | +1:10,5 |
| 10.   | Yann Laheurte      | 14:51,8 | +1:10,9 |

### Sztafeta HS108/4x5 km
| Medal | Zawodnik                                                                        | Wynik     | Strata  |
| ----- | ------------------------------------------------------------------------------- | --------- | ------- |
|       | Austria · Daniel Rieder · Philipp Kuttin · Samuel Mraz · Mika Vermeulen         | 56:37,3   | –       |
|       | Niemcy · Constantin Schnurr · Benedikt Schwaiger · Tim Kopp · Willi Hengelhaupt | 56:40,6   | +3,3    |
|       | Francja · Yann Laheurte · Brice Ottonello · Lilian Vaxelaire · Théo Rochat      | 57:50,7   | +1:13,4 |
| 4.    | Czechy · Jan Vytrval · František Slavík · David Zemek · Ondřej Pažout           | 58:52,7   | +2:15,4 |
| 5.    | Finlandia · Mikko Hulkko · Vili Laukkanen · Santeri Hynninen · Severi Taipale   | 59:35,1   | +2:57,8 |
| 6.    | Włochy · Denis Parolari · Giulio Bezzi · Mirco Sieff · Aaron Kostner            | 1:00:14,3 | +3:37,0 |
| 7.    | Rosja · Witalij Iwanow · Iwan Konoplew · Siergiej Owtin · Dmitrij Gelwig        | 1:01:00,4 | +4:23,1 |
| 8.    | Słowenia · Vid Vrhovnik · Gašper Brecl · Jaka Matko · Matevž Malovrh            | 1:01:08,5 | +4:31,2 |
| 9.    | Polska · Paweł Chyc · Mateusz Dyrcz · Paweł Twardosz · Kacper Konior            | 1:03:04,0 | +6:26,7 |
| 10.   | Estonia · Klaus-Mark Kolpakov · Risto Raudeberg · Ainar Pikk · Artti Aigro      | 1:05:06,0 | +8:28,7 |